# Natri biphosphat
Natri biphosphat (công thức hóa học: Na2HPO4) là muối natri của acid phosphoric. Nó là bột trắng có tính hút ẩm cao và tan được trong nước. Vì thế nó được dùng trong thương mại như một phụ gia chống đông cục trong các sản phẩm bột. Nó có thể được tìm thấy về mặt thương mại ở cả dạng khan và hiđrat hoá. Độ pH của dung dịch này vào khoảng 8,0 đến 11,0.

## Điều chế
Nó có thể được điều chế bởi phản ứng giữa natri hydroxide và acid phosphoric theo tỉ lệ thích hợp:
2NaOH + H3PO4 → Na2HPO4 + 2H2O

## Sử dụng khác
- Natri biphosphat có thể dùng trong món Cream of Wheat để tăng tốc độ nấu, như được miêu tả trên phần nguyên liệu của gói sản phẩm.
- Natri biphosphat được dùng với natri phosphat trong nhiều ứng dụng nồi hơi. Nó cung cấp phosphat tự do để làm chậm quá trình hình thành lớp cặn calci.
- Natri biphosphat và natri đibiphosphat được dùng như một thuốc nhuận tràng muối Lưu trữ ngày 28 tháng 1 năm 2013 tại archive.today để chữa chứng táo bón hay để làm sạch ruột trước khi nội soi.